# Susan Taslimi
Susan Taslimi (persiska: سوسن تسلیمی), född 1950 i Rasht i Iran, är en iransk-svensk regissör, skådespelare och dramatiker bosatt i Stockholm. På 1980-talet var Taslimi en av Irans stora stjärnor på film, teaterscener och TV. Hon arbetade på stadsteatern i Teheran, men fick sparken 1980 efter att ha kritiserat kulturpolitiken. Hon fick arbetsförbud 1986 och i november 1987 flydde hon till Sverige. Sedan dess har hon bland annat arbetat på Dramaten, Kulturhuset stadsteater Stockholm samt på Göteborgs Stadsteater och Riksteatern.

## Roller på film och TV
- Charmøren. Dansk film. Engelsk titel: The Charmer; persiska titel: افسونگر, Afsungar. Av Milad Alami. Premiär 2017. Spelade: Leila
- Orka! Orka! TV-serie. Premiär 2004. Spelade: Schole
- En dag i taget. TV-serie. Premiär 1999. Spelade: Kia
- Gränsen. Engelsk titel: Never. Av Reza Parsa. Premiär 1995. Spelade: Aisha
- Bashu. Iransk film. Engelsk titel: Bashu, the Little Stranger. Av Bahram Beyzai. Premiär 1989. Spelade: Naii
- Shayad vaghti digar. Iransk film. Engelsk titel: Maybe Some Other Time. Av Bahram Beyzai. Premiär: 1988.
- Telesm. Iransk film. Engelsk titel: The Spell. Av Dariush Farhang. Premiär 1986.
- Madian. Iransk film. Engelsk titel: The Mare. Av Ali Zhakan. Premiär 1985. Spelade: Madian
- Sarbedaran. Iransk TV-serie. Av Mohammad Ali Najafi. Premiär 1984.
- Marg-e Yazdgerd. Iransk film. Engelsk titel: Death of Yazdgerd. Av Bahram Beyzai. Premiär 1982
- Tcherike-ye Tara. Iransk film. Engelsk titel: Ballad of Tara. Av Bahram Beyzai. Premiär 1979. (Källa: IMDB)

## Egen regi
- Häktet. TV-serie. Av Kalle Lind. Premiär: 2005.
- Älskar, älskar och älskar. TV-drama. Av Martina Montelius. Premiär 2004 på Sveriges Television.
- Orka! Orka!. TV-serie. Avsnitt 16-18. Premiär 2004.
- Hus i helvete. Film. Engelsk titel: All Hell Let Loose. Premiär 2002. (Källa IMDB)

## Teater

### Roller (ej komplett)
| År   | Roll                        | Produktion                                                                          | Regi                 | Teater                   |
| ---- | --------------------------- | ----------------------------------------------------------------------------------- | -------------------- | ------------------------ |
| 1979 | Mjölnarens hustru           | Yazdegerds död (مرگ یزدگرد, Marg-e Yazdgerd) Bahram Beyzai                          | Bahram Beyzai        | Teherans stadsteater     |
| 1991 | Medea                       | Medea                                                                               | Susan Taslimi        |                          |
| 2014 | Gloria                      | Det kan du drömma om, Hilda (Ten daydreams for Hilda McCarthy) Chris Lee            | Sissela Kyle         | Stockholms stadsteater   |
| 2019 | Tituba                      | Häxjakten (The Crucible) Arthur Miller                                              | Alexander Mørk-Eidem | Kulturhuset Stadsteatern |
| 2022 | Nazanin, Marianns assistent | Morbror Janne – Scener från livet på landet (Дядя Ваня, Djadja Vanja) Anton Tjechov | Alexander Mørk-Eidem | Kulturhuset Stadsteatern |

### Regi
| År   | Produktion                 | Upphovsmän        | Teater                |
| ---- | -------------------------- | ----------------- | --------------------- |
| 1991 | Medea                      | Susan Taslimi     |                       |
| 2004 | Det epileptiska riktmärket | Martina Montelius | Teater Galeasen       |
| 2005 | Lasermannen                | Bengt Ohlsson     | Göteborgs Stadsteater |